# 艾斯特靈豪森巴赫河

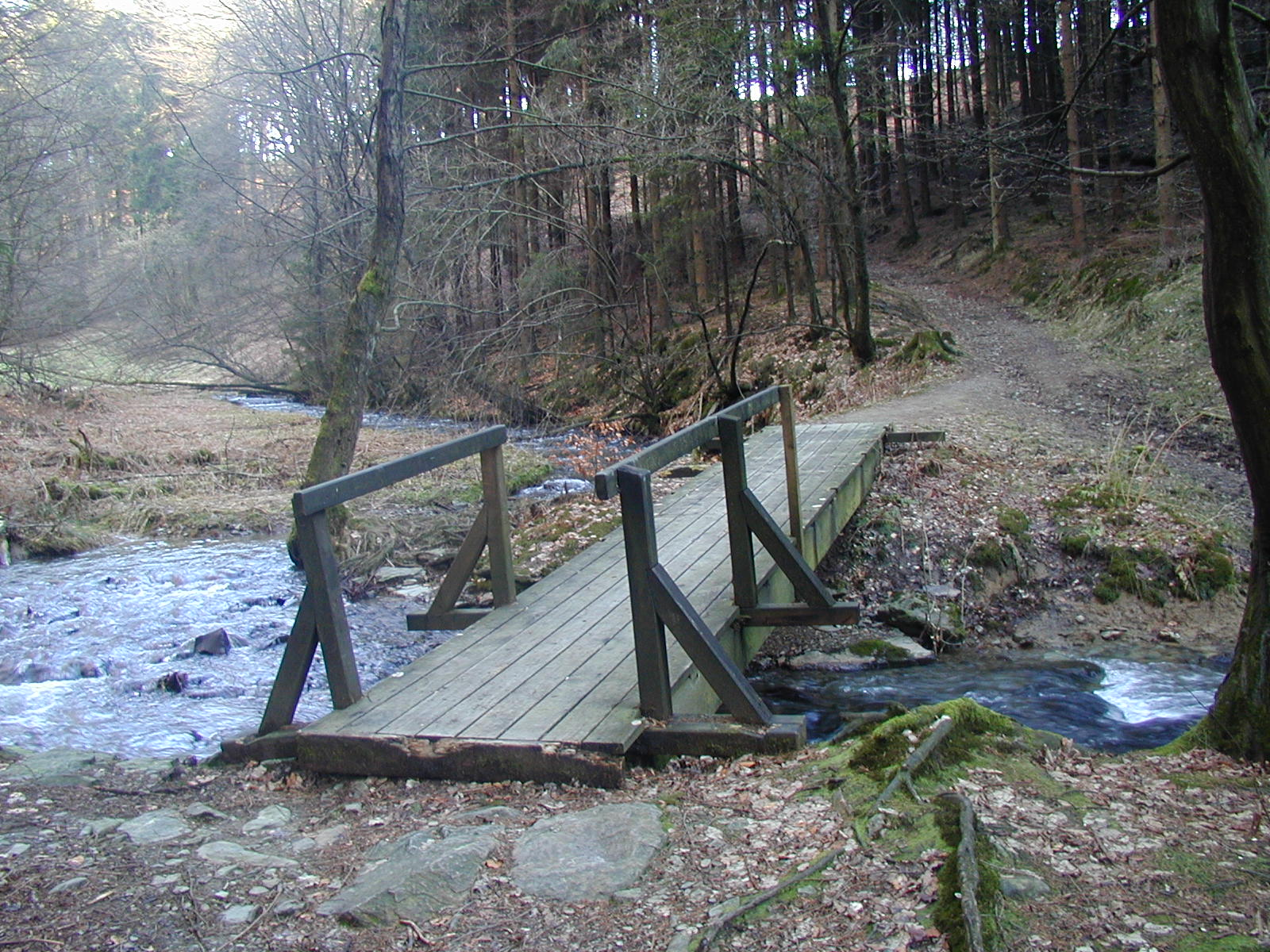

51°12′44.46″N 7°19′38.60″E / 51.2123500°N 7.3273889°E
艾斯特靈豪森巴赫河（德語：Eistringhauser Bach），是德國的河流，位於該國西部，流經北萊茵-威斯特法倫州，屬於于爾費河的右支流，河道全長3公里，流域面積3.9平方公里。